# Terrasses-de-béziers
Le terrasses-de-béziers est un vin produit autour de Béziers, dans l'Hérault, sous l'appellation régionale languedoc.
Ce n'est pas encore une appellation d'origine contrôlée, ni même une dénomination au sein d'une appellation ; il s'agit d'un vin que le Conseil interprofessionnel des vins du Languedoc (le CIVL) a l'intention de faire reconnaître par l'INAO.

## Histoire

### Antiquité

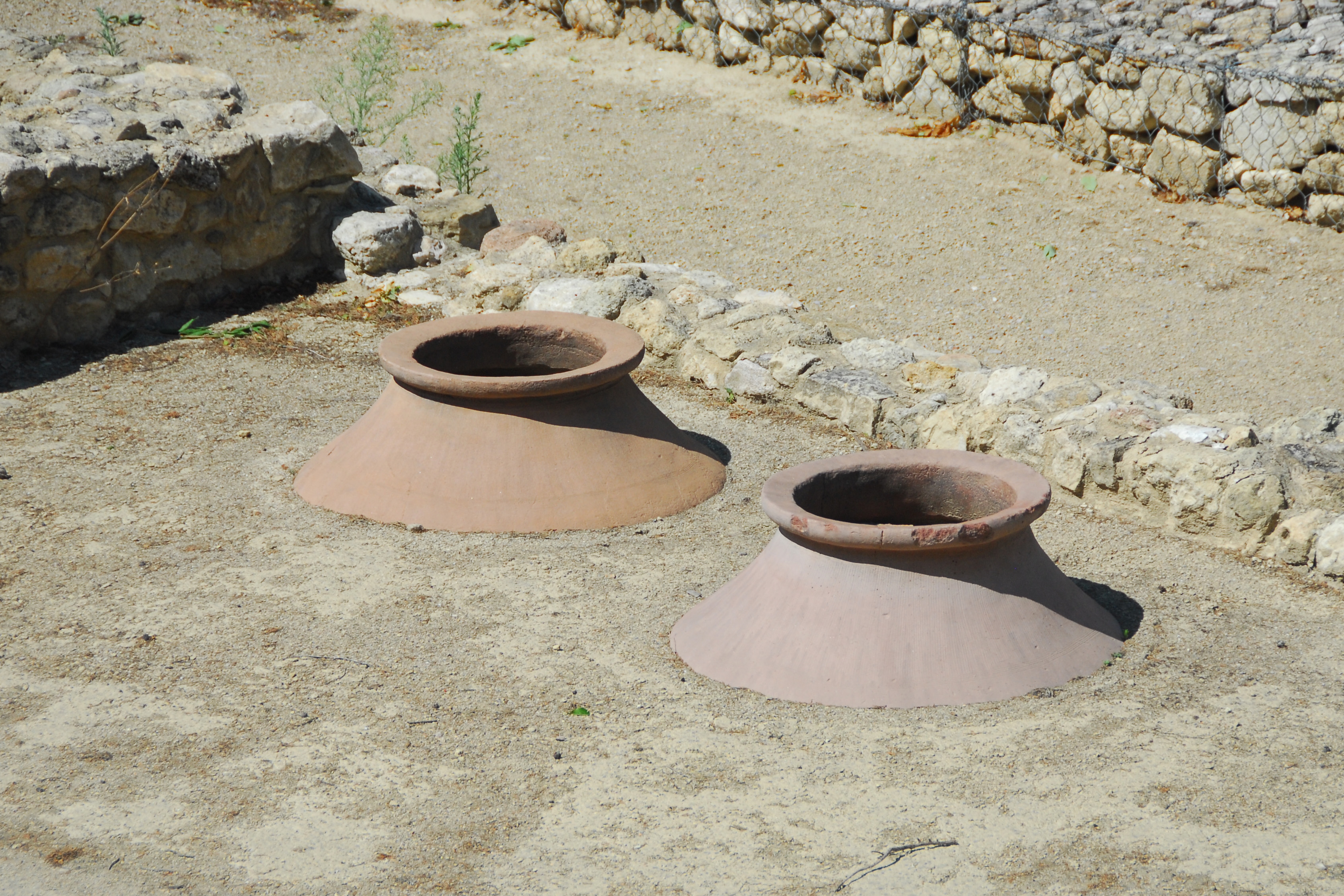
Dolia d'Ensérune

L'oppidum d'Ensérune est un site archéologique comprenant les vestiges d'un village antique, situé sur une colline de la commune de Nissan-lez-Enserune, dans le département de l'Hérault (France). Ce village a été occupé entre le VIe siècle av. J.-C. (âge du fer), et le Ier siècle apr. J.-C.
Des dolia, récipients vinaires, ont été retrouvés en abondance dans l'oppidum d'Ensérune à partir de la fin du IIIe siècle avant notre ère. Ils ont ensuite servi à la conservation des aliments et en particulier au stockage du grain tandis que certains continuaient à servir pour l'huile et le vin.

### Moyen Âge

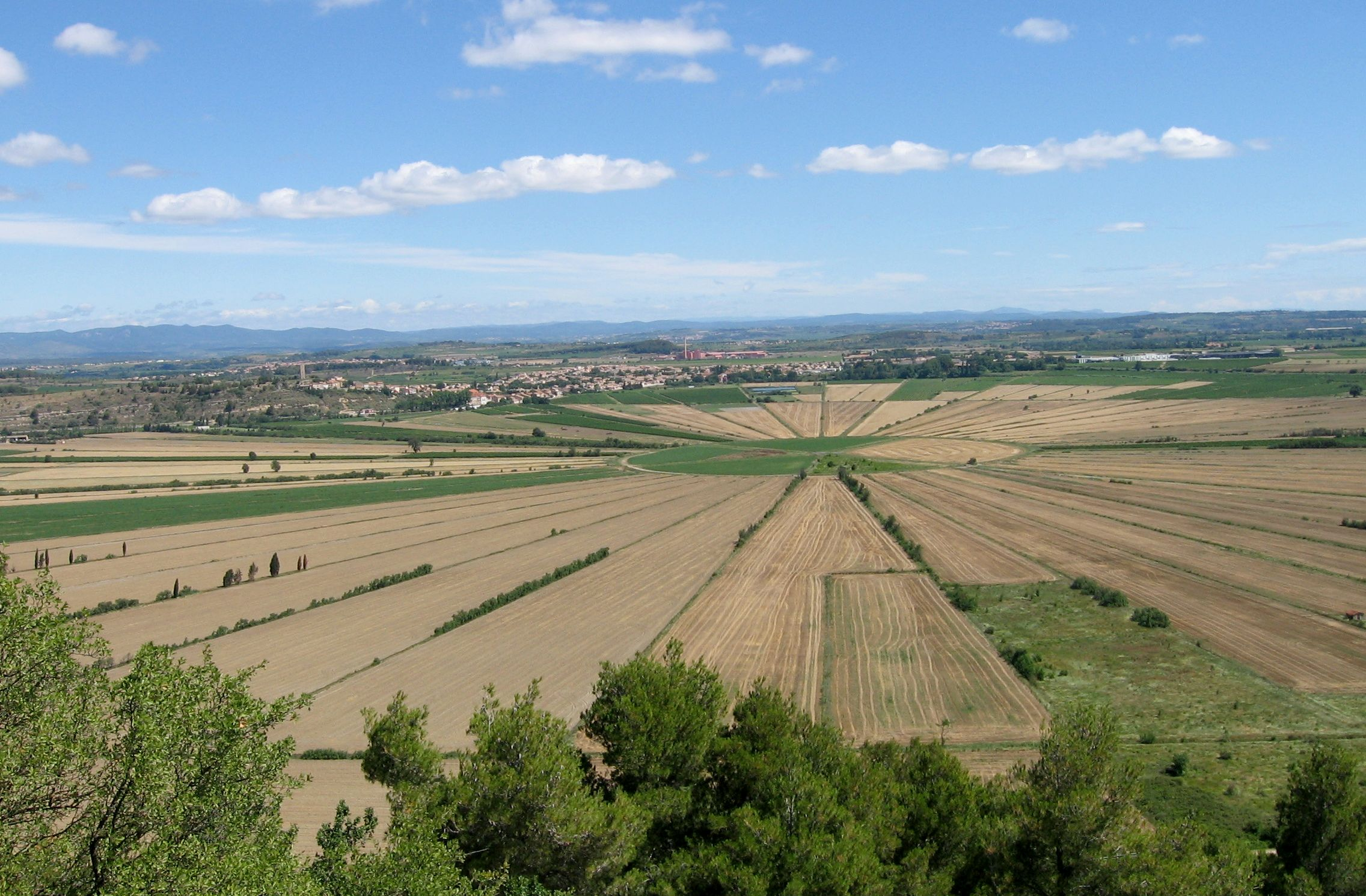
L'étang de Montady

L’étang de Montady est un ancien étang asséché au Moyen Âge situé près de Béziers. Grâce à des canaux de drainage, l’eau est conduite vers un collecteur central, ce qui explique la disposition en étoile des champs. L’eau est ensuite évacuée par un fossé à contre pente vers l'étang de Capestang et par une galerie sous la colline d'Ensérune et sous le tunnel de Malpas. Visible depuis l'oppidum d'Ensérune, il est caractérisé par un paysage en forme d'étoile ou de soleil, formé par les champs et les vignes qui occupent l'espace de l'étang asséché.

### Période moderne

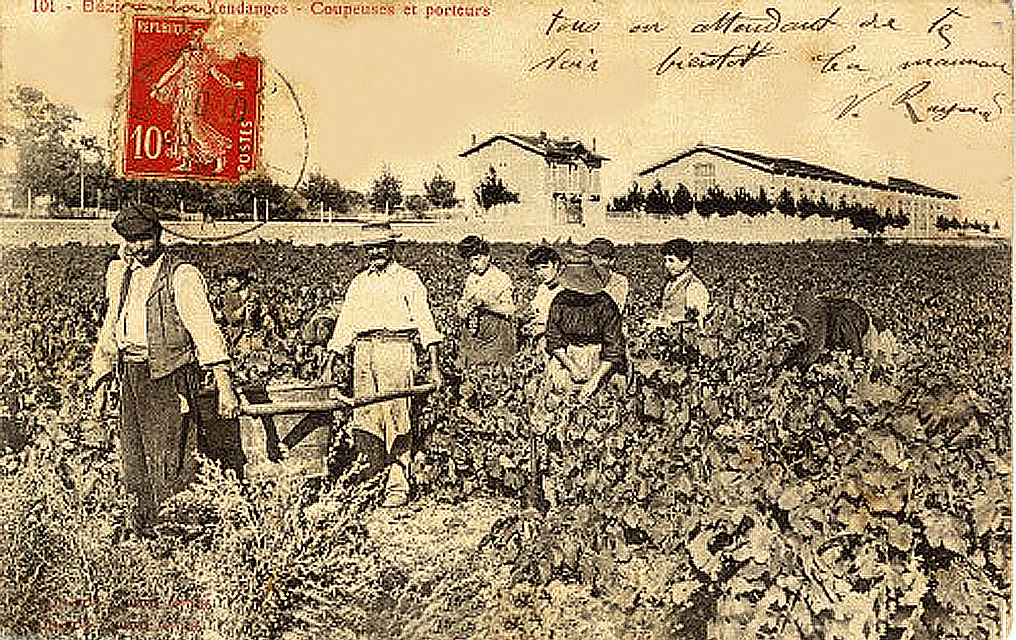
Les vendanges, coupeuses et porteurs à Béziers

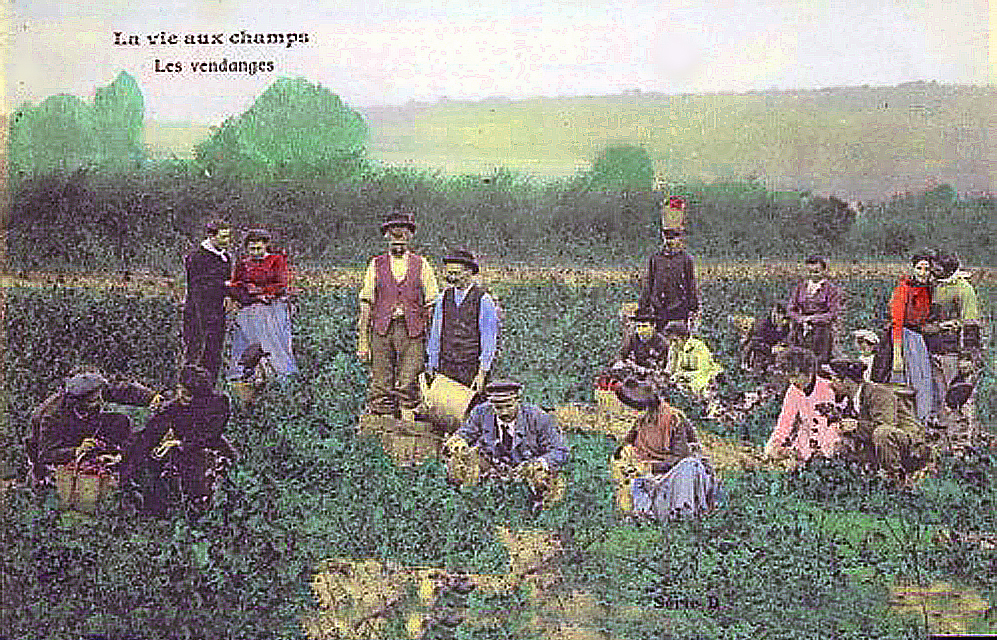
Des vendanges bucoliques à Béziers

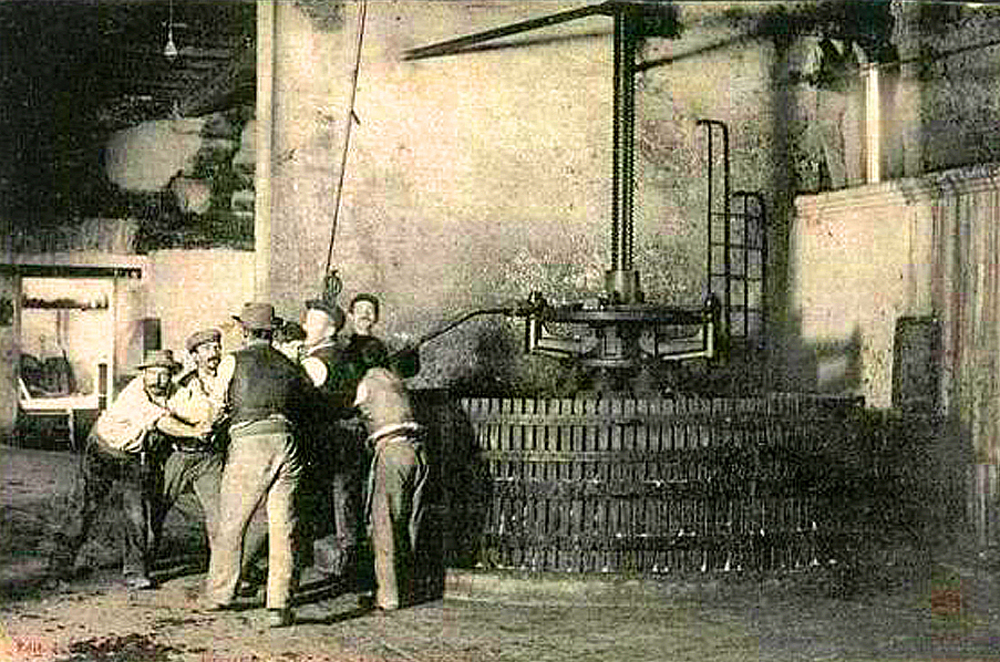
Gros pressoir à Béziers

Le vignoble languedocien connaît un nouvel essor lors de l'ouverture du canal du Midi à la fin du XVIIe siècle. Le vin commence ainsi à être exporté vers le nord de la France et le reste de l'Europe. Le déclin des petites industries textiles va favoriser la viticulture. Les capitaux sont transférés sur cette activité, la main d'œuvre aussi.
Au XIXe siècle, c'est l'apogée du vignoble du Languedoc, appelé alors « vignoble du Midi ». Grâce au développement du transport ferroviaire et la construction de la gare de Béziers en 1857, le vin de l'Hérault est rapidement expédié en gros volume (en wagon-foudre) vers le nord de la France et le reste de l'Europe, où la consommation de vin se généralise. De grands domaines « pinardiers », souvent agrémentés de superbes châteaux viticoles appelés « pinardiers », se constituent dans la plaine, produisant avec de très importants rendements du vin rouge de basse qualité (le « kil de rouge », vendu au poids). Béziers se targue d'être la « capitale mondiale du vin ». On prête de nombreuses vertus hygiéniques au vin, notamment Louis Pasteur : « le vin est la plus saine et la plus hygiénique des boissons ».
Cette production de masse concerne principalement la plaine, les vignobles des coteaux sont peu à peu abandonnés car moins rentables (la plaine est fertile, facile à irriguer, proche des moyens de transport) ; l'arrivée de l'oïdium, du phylloxera et du mildiou achève ce processus, car on ne replante que les parcelles rentables.

### Période contemporaine
Le 12 mai 1907, le rassemblement de Béziers pour défendre la viticulture méridionale voit 150 000 manifestants envahir les allées Paul Riquet et le Champ-de-Mars. Les slogans des banderoles affirment : La victoire ou la mort !, Assez de parole, des actes, Mort aux fraudeurs, Du pain ou la mort, Vivre en travaillant ou mourir en combattant,. Les manifestants, qui venaient de plus de 200 communes, ont été rejoints par de nombreux employés et commerçants biterrois. La manifestation est clôturée par les discours prononcés sur la place de la Citadelle, aujourd'hui Jean-Jaurès. Prennent la parole Marcelin Albert qui lance un ultimatum au gouvernement en lui demandant de relever le cours du vin, Ernest Ferroul qui prône la grève de l’impôt et le maire de Béziers, Émile Suchon, proche de Clemenceau, qui prend position pour les viticulteurs en lutte. Il y eut quelques incidents légers lors de l'appel à la dispersion des manifestants.

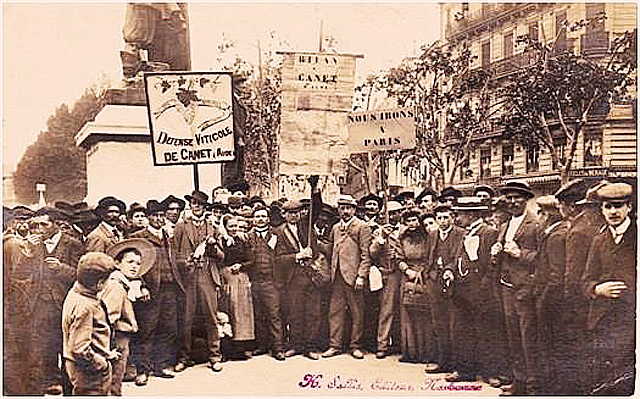
Les vignerons du Canet à Béziers accompagnés de femmes et enfants
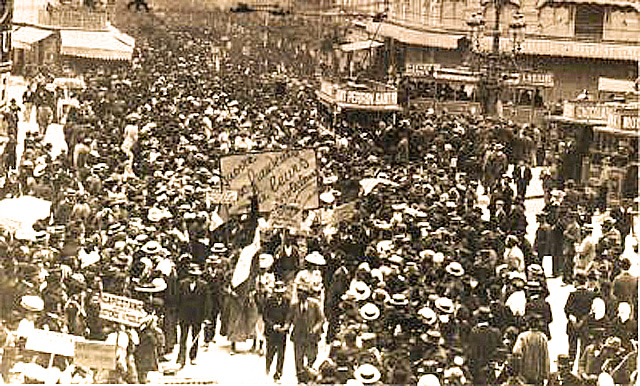
Les manifestants remontant les Allées Paul Riquet
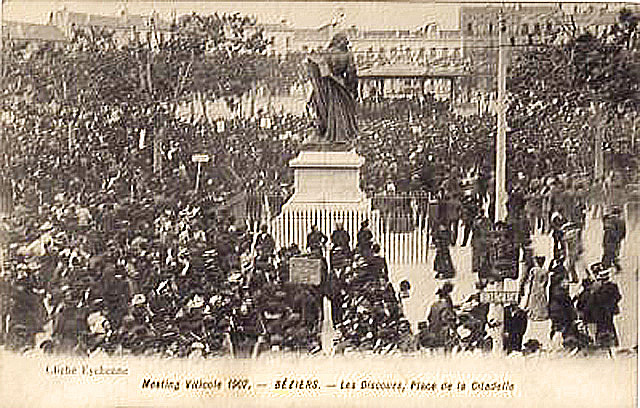
Discours sur la place de la Citadelle

Le 16 mai, le conseil municipal de Béziers, de tendance radicale socialiste, démissionne. La pression de la rue continue. Le poste de Police et la façade de la mairie sont incendiés. Alerté, Georges Clemenceau décide de contre attaquer. Le 17e régiment d'infanterie de ligne composé de réservistes et de conscrits du pays, est muté sur ses ordres de Béziers à Agde le 18 juin 1907. 

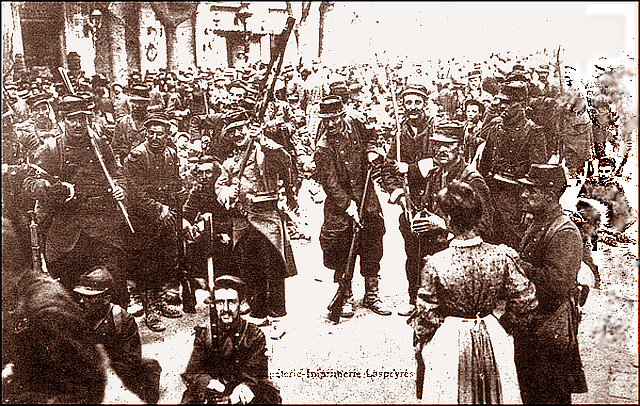
Les soldats du 17e, sur les allées Paul Riquet à Béziers. Au premier plan, une femme en tablier contemple la scène. À l’arrière-plan, on distingue une foule de sympathisants

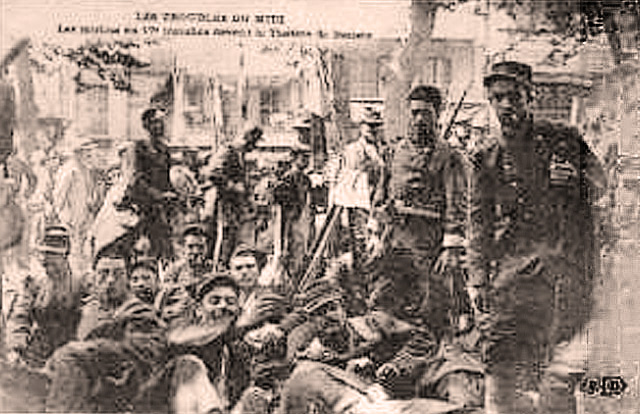
Le le Théâtre

Le soir du 20 juin, apprenant la fusillade de Narbonne, environ 500 soldats de la 6e compagnie du 17e régiment se mutinent, pillent l’armurerie et prennent la direction de Béziers.
Ils parcourent une vingtaine de kilomètres en marche de nuit. Le 21 juin, en début de matinée, ils arrivent en ville. Accueillis chaleureusement par les Biterrois, « ils fraternisent avec les manifestants, occupent les allés Paul Riquet et s'opposent pacifiquement aux forces armées en place ». Les soldats s'installent alors sur les Allées Paul Riquet, mettent crosse en l’air. La population leur offre vin et nourriture.
Le Midi est au bord de l'insurrection. À Paulhan, la voie ferrée est mise hors service par des manifestants qui stoppent ainsi un convoi militaire chargé de mater les mutins. À Lodève, le sous-préfet est pris en otage. Les autorités militaires ne peuvent accepter cette mutinerie. L'exemple du 17e régiment peut donner des idées similaires à d'autres régiments de la région. 
À Paris, la République tremble, Clemenceau doit faire face à un vote de défiance. Il joue son va-tout en intimant au commandement militaire de chasser les mutins dans la journée. Il y a négociation, et dans l’après-midi, après avoir obtenu la garantie qu’aucune sanction ne leur sera infligée, les soldats du 17e déposent les armes et se dirigent vers la gare sous bonne escorte et sans aucun incident majeur. Le 22 juin, par train, ils regagnent leur caserne agathoise. Clemenceau annonce la fin de la mutinerie et obtient la confiance au gouvernement par 327 voix contre 223. Le 23 juin une loi est enfin votée, qui réprime la chaptalisation massive des vins,.

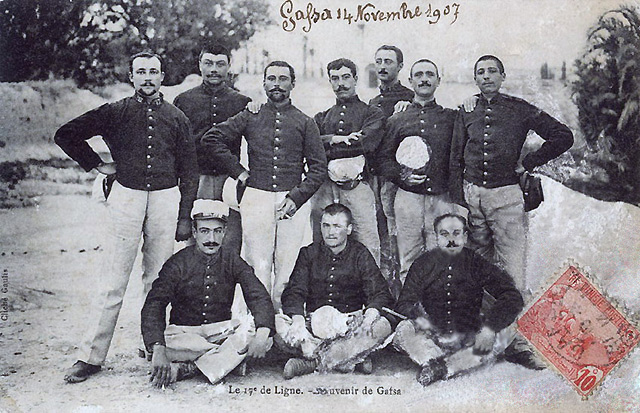
d'infanterie de ligne à Gafsa

La négociation et l’ampleur du mouvement permettent d’éviter une punition collective : les mutins du 17e sont affectés à Gafsa (Tunisie), lieu de cantonnement de compagnies disciplinaires; mais ils restent en dehors de ce cadre, sous un statut militaire ordinaire. Il n'y eut donc pas de sanctions pénales à la révolte du 17e, contrairement à la légende qui courut à ce sujet. Cependant, durant la Première Guerre mondiale, poursuivis par leur réputation de déserteurs, ils furent nombreux à être envoyés en première ligne notamment dans les assauts sanglants de 1914. C'est à la suite de ces événements que, désormais, les conscrits effectueront leur service militaire loin de chez eux.
La mutinerie des soldats du 17e est restée célèbre notamment par les paroles de la chanson de Montéhus Gloire au 17e, dont le refrain clame : Salut, salut à vous, / Braves soldats du dix-septième....

## Étymologie
Béziers dont le nom en orthographe occitane classique est Besièrs ([beˈzjɛs]) et qui a été francisée en Béziers provient d'une forme latine Baeterrae, d'étymologie obscure.

## Situation géographique

### Orographie et géologie
Ce terroir viticole est légèrement vallonné, ses levées de terre se finissent en plaine. Le long de l'Orb, ont été dégagées par l'érosion des terrasses villafranchiennes, des marnes sableuses le plus souvent recouvertes par des sols bruns calcaires. Il se différencie avec « les terres rouges de Cazouls, les sols argilo-calcaires ocre de Murviel, les falaises dorées de Nissan, les graves de galets roulés de Sauvian et de Sérignan, et le plateau bleuté de Vendres »,.

### Climatologie
Le climat de ce terroir est méditerranéen. Il se caractérise par des hivers doux, des étés chauds et secs et des précipitations rares et concentrées sur la période hivernale. Les vents dominants sont la tramontane, vent sec et froid qui chasse les nuages, et le marin, vent humide qui au contraire amène les nuages. Il peut parfois être très violent.
Le tableau ci-dessous indique les températures et les précipitations pour l'année 2007 :
| Mois                                   | J  | F   | M  | A    | M  | J  | J  | A    | S    | O   | N  | D  | Année |
| -------------------------------------- | -- | --- | -- | ---- | -- | -- | -- | ---- | ---- | --- | -- | -- | ----- |
| Températures moyennes maximales (°C)   | 11 | 11  | 14 | 16   | 20 | 25 | 26 | 26   | 23   | 19  | 14 | 12 | 17,6  |
| Températures moyennes minimales (°C)   | 7  | 7   | 10 | 11   | 14 | 19 | 20 | 21   | 18   | 15  | 10 | 8  | 13,3  |
| Températures moyennes (°C)             | 9  | 9   | 12 | 13,5 | 17 | 22 | 23 | 23,5 | 21,5 | 17  | 12 | 10 | 15,6  |
| Précipitations (hauteur moyenne en mm) | 60 | 105 | 10 | 15   | 90 | 0  | 3  | 10   | 29   | 144 | 21 | 72 | 659   |
| Source: MSN météo                      |    |     |    |      |    |    |    |      |      |     |    |    |       |

## Vignoble

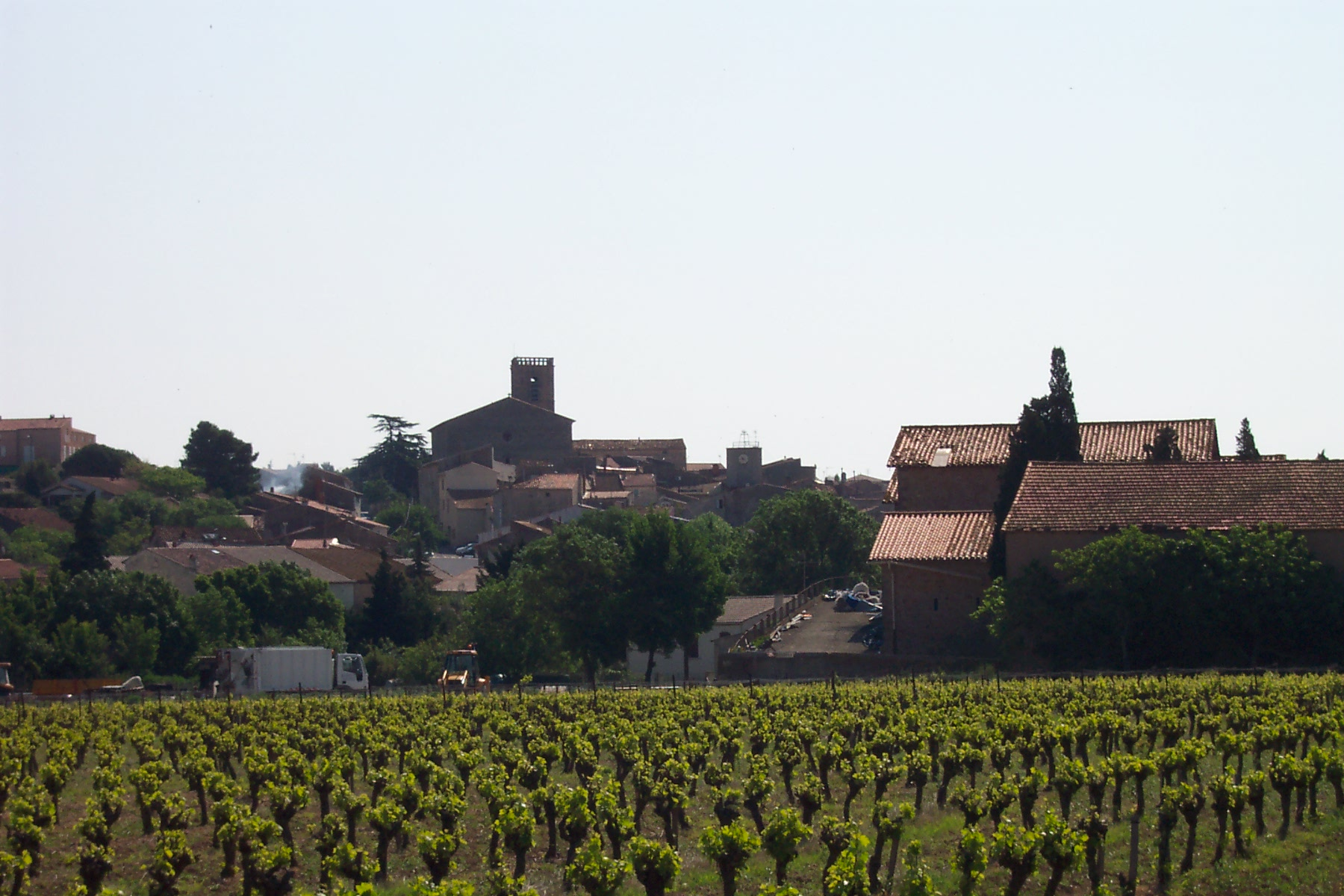
Vignoble à Vendres

### Présentation
En 1990, l’institution des Appellations d’Origine Contrôlée, répondant à la volonté de vignerons Biterrois et de leur formidable attachement à leur terroir, a donné un avis favorable : Béziers devenait AOC Coteaux du Languedoc.
Que de chemin parcouru, que de réussites déjà remarquées, dans cette appellation, les nombreuses récompenses sont là pour en témoigner.
Depuis 2000, ces mêmes vignerons poursuivent avec opiniâtreté la longue marche en avant vers la qualité.
Persuadés que le vin doit être avant tout l’expression d’un terroir et que celui de Béziers est magnifique, ils œuvrent pour sa reconnaissance dans la démarche de hiérarchisation des Coteaux du Languedoc. 
Le vignoble s'étend sur les communes de : Béziers, Cazouls-lès-Béziers, Nissan-lez-Enserune, Sauvian, Sérignan et Vendres.

### Encépagement
Les Terrasses de Béziers sont des vins issus de cépages rouges : dominante est la syrah, puis le grenache, le carignan et le cinsault. Le mourvèdre est de plus en plus planté.

### Vinification et élevage

#### En rouge
Le raisin est mis en cuve dès la réception de la vendange. Une partie peut être foulée et éraflée. L'éraflage est une pratique qui gagne du terrain, les vins gagnant en souplesse et en finesse des tanins. Les polyphénols de la rafle sont en effet rustiques et âpres.
Une partie de la vendange est vinifiée en macération carbonique : cette méthode de fermentation en grains entiers a permis de tirer un meilleur parti du carignan N.
À la fin de la fermentation alcoolique, le vin est soutiré. Le marc est pressé et le vin de presse est dégusté pour déterminer s'il est apte à être assemblé au vin de goutte. Le vin logé en cuve effectue la fermentation malolactique. Elle transforme l'acide malique à deux groupes carboxyle, en acide lactique qui n'en comporte qu'un. L'opération conduit à une désacidification naturelle du vin ; elle arrondit le vin, le rend plus souple et moins âpre.
Le vin fini est élevé quelques mois. Selon le produit recherché, cet élevage peut se faire en cuve, en barrique ou en foudre de bois de chêne.

### Terroir et vins
À l’intérieur du terroir se trouvent les terres rouges de Cazouls lès Béziers et les sols argilo-calcaires de Murviel-lès-Béziers, mais aussi, les bois de pins et les falaises accidentées du terroir de Nissan-lez-Ensérune, les graves de galets roulés de Béziers, Sauvian, Sérignan et du plateau de Vendres.

### Liste des producteurs
| Commune             | Cave et domaine                    |
| ------------------- | ---------------------------------- |
| Cazouls-lès-Béziers | Domaine Castan                     |
| Nissan-lez-Enserune | Domaine Vanho, Château la Vernède. |
| Sauvian             | Château Le Thou.                   |
| Sérignan            | Les Vignerons de Sérignan.         |
| Vendres             | Domaine du Nouveau Monde.          |

## Sources